# Titanic, latitudine 41 nord
Titanic, latitudine 41 nord (A Night to Remember) è un film del 1958 diretto da Roy Ward Baker.
Uscito in data 3 luglio 1958, girato con un budget di 1.680.000 dollari, l'anno successivo vinse il Golden Globe come miglior film straniero e ottenne una candidatura ai Laurel Awards per miglior film in bianco e nero. Basato sul best seller di Walter Lord Titanic: la vera storia, tant'è che il titolo originale del film A Night to Remember riprende proprio quello del libro, narra la breve vita del transatlantico RMS Titanic. Il genere al quale appartiene il film è quello del docudrama, ovvero un incrocio tra finzione drammatica e realtà documentaristica.
Il film, girato nel Regno Unito, vede l'adattamento di Eric Ambler, la regia di Roy Ward Baker e la supervisione di William MacQuitty. La produzione usò dei fondali particolari (blueprints) per ricreare i set della nave, mentre il quarto ufficiale del Titanic, Joseph Boxhall, e l'ex Commodoro della Cunard Line, Harry Grattidge, lavorarono entrambi come consiglieri tecnici per il film.
Tra i tanti film dedicati alla tragedia, Titanic, latitudine 41 nord è molto apprezzato dagli storici e dai sopravvissuti della nave per la sua accuratezza, nonostante il modesto budget di produzione, rispetto al film vincitore dell'Oscar Titanic di James Cameron.

## Trama
Nel cantiere navale della Harland and Wolff di Belfast, al momento del varo della Royal Mail Ship Titanic, secondo l'usanza durante la cerimonia di "battesimo" una bottiglia di champagne è mandata in frantumi contro lo scafo della nave. Charles Lightoller è su un treno con sua moglie Sylvia, in viaggio per prendere servizio come secondo ufficiale del Titanic. Egli scherza con la moglie su un articolo di giornale che tratta dei saponi utilizzati sulla prima classe del Titanic, cosa che offende un passeggero che male interpreta la posizione di Lightoller, credendo che egli voglia beffarsi della nave (simbolo del Regno Unito); l'uomo porgerà le sue scuse non appena verrà a conoscenza del grado dell'ufficiale e del suo dislocamento proprio sul Titanic. A Southampton, la maestosa nave è pronta per la partenza; quando ciò avviene, centinaia di persone dalla banchina salutano i viaggiatori in partenza, compresi coloro che a Queenstown andranno in terza classe.
Una volta in mare, il Titanic riceve diverse segnalazioni di presenza di banchi di ghiaccio da navi vicine. Il comandante Edward J. Smith le apprende noncurante e la nave continua nel suo percorso. Intorno alle 23:40 del 14 aprile 1912 la vedetta Frederick Fleet avvista un iceberg; il suo compagno di vedetta, Reginald Lee, avverte tramite telefono interno il sesto ufficiale James Paul Moody che vi è un iceberg dritto davanti a loro. Moody ringrazia Lee ed urla: "Iceberg dritto davanti a noi!". Il primo ufficiale William McMaster Murdoch ordina l'indietro tutta e il timone viene girato verso tribordo, cosicché la nave con difficoltà vira a sinistra, mentre i compartimenti stagni vengono chiusi. Nonostante le manovre, la nave urta contro l'iceberg a tribordo e uno squarcio si apre lungo i primi cinque compartimenti sotto il livello del mare.
Il comandante Smith immediatamente chiama Thomas Andrews, il costruttore, per ispezionare i danni. Andrews spiega che la nave naufragherà in circa un'ora e mezza. Il comandante Smith ordina a Jack Phillips, il marconista, di trasmettere il segnale di soccorso CQD: Phillips e il suo assistente, Harold Sydney Bride, continueranno ad inviarlo ininterrottamente sino alla fine. La nave più vicina risulta essere la SS Californian, che è distante circa 10 miglia. In precedenza però, frustrato dai continui avvisi ghiaccio inviati dal Californian, i quali interferivano con la grande quantità di messaggi personali dei passeggeri che Phillips stava cercando di inviare alla stazione di Capo Race, l'operatore del Titanic aveva detto al suo collega del Californian di chiudere le comunicazioni, cosicché questi se n'era andato a dormire, spegnendo l'apparecchio ricetrasmittente. Per fortuna il messaggio viene raccolto dal marconista Harold Cottam della nave RMS Carpathia, che avvisa subito il comandante Arthur Rostron, il quale dispone per il soccorso immediato, ma al contempo fa avvisare che, data la distanza, non potrà arrivare prima di quattro ore. Il comandante Smith ordina a Lightoller e a Murdoch di iniziare a calare le lance di salvataggio, facendo imbarcare per primi donne e bambini; in seguito, il comandante specifica a Lightoller di imbarcare soltanto donne e bambini.
Il panettiere capo Charles Joughin, già imbarcato su una lancia, rinuncia al suo posto in favore di una donna il cui bambino è già a bordo. Egli torna nella sua cabina, dove beve ingenti dosi di whisky e liquori. La nave affonda, inclinata verso la prua, molto velocemente. Molti fra donne e bambini sono riluttanti a lasciare il transatlantico per spostarsi nelle lance, quindi Murdoch e Lightoller sono spesso costretti ad usare la forza per farli imbarcare. Molti uomini provano ad infiltrarsi, ma Lightoller non lo permette. Diversi cabinanti respingono con la forza i passeggeri di terza classe affinché tornino indietro, mentre molte delle donne e dei ragazzi di seconda e di prima classe vengono calati in mare sulle lance che si allontanano dalla nave: su una di queste, pur sotto lo sguardo di disapprovazione di un ufficiale, sale anche Ismay. Il comandante in seconda Henry Wilde distribuisce armi e munizioni agli ufficiali, da usare in caso di emergenza.
La prua della nave imbarca acqua copiosamente, mentre rimangono solo due lance di salvataggio pieghevoli, sulla parte sinistra della nave. Lightoller ed altri abili uomini di mare si danno energicamente da fare per sciogliere dagli alloggiamenti le due imbarcazioni e, rendendosi conto che rimane poco tempo per caricare le lance con i passeggeri, li gettano in acqua, sperando di poter salvare più vite umane possibile. La RMS Carpathia, distante quattro ore dal luogo della sciagura, vi si sta dirigendo alla massima velocità, nella speranza di poter salvare qualche vita in più. L'ubriaco Joughin, che ha lasciato la sua cabina, getta fuori bordo diverse sedie e sdraio. Infine, Lightoller ed altri si tuffano ed iniziano a nuotare. Improvvisamente, un fumaiolo si stacca e impatta con l'acqua; poco dopo il Titanic naufragherà completamente.
Una delle due lance gettate dalla nave si è ribaltata, quindi Lightoller ed altri uomini, raggiuntala, devono stare in equilibrio su di essa, aspettando. Joughin viene trovato nell'acqua, insensibile al freddo, e issato a bordo. Lightoller individua un'altra lancia di salvataggio, salvando altri uomini; poco dopo arriva il Carpathia, recuperando i superstiti. Una cerimonia commemorativa viene eseguita in memoria delle vittime del Titanic.

## Produzione

### Sviluppo
L'adattamento cinematografico è nato dopo che il suo eventuale regista, Roy Ward Baker, e il suo produttore, William MacQuitty, nato a Belfast, hanno entrambi acquistato copie del libro di Walter Lord A Night to Remember (1955), sul quale la pellicola si basa, e hanno deciso di ottenere i diritti del film. Nel documentario di Ray Johnson The Making of 'A Night to Remember' (1993), Lord dice che quando ha scritto il suo libro, non c'era interesse di massa per il Titanic, ed è stato il primo scrittore in quattro decenni a tentare una storia su larga scala del disastro, sintetizzando fonti scritte e resoconti di prima mano dei sopravvissuti. Lord ha datato la genesi del suo interesse per l'argomento all'infanzia. Così ha fatto il produttore MacQuitty, che aveva vividi ricordi di quando, da bambino di sei anni, assistette al varo del Titanic presso il cantiere navale Harland and Wolff di Belfast il 31 maggio 1911 e lo vide partire per il suo viaggio inaugurale l'anno successivo.

### Riprese
L'attore Kenneth More, nella sua autobiografia uscita esattamente 20 anni dopo il film, nel 1978, ricorda la produzione di Titanic, latitudine 41 nord; i serbatoi d'acqua dei Pinewood Studios non erano grandi abbastanza per girare il film, quindi le riprese si svolsero presso il Ruislip Lido alle due di notte in un freddo novembre. Quando gli altri si rifiutarono di saltare in acqua, egli si tuffò per dare il buon esempio, incitando gli altri a tuffarsi:
La casa da cui la ricca famiglia osserva il Titanic prendere il largo è la Great Fosters ad Egham, Surrey, nel Regno Unito, casa che ricompare anche nella sigla di apertura della serie britannica Wacko, con Jimmy Edwards nel ruolo del direttore.

### Casting
Kenneth More aveva prestato servizio nella Royal Navy durante la Seconda guerra mondiale, come ufficiale d'artiglieria a bordo della nave da crociera HMS Aurora, e si propose nel ruolo di Lightoller quando la produzione del film entrò in crisi. Bernard Fox, che nel film interpreta la vedetta che per prima vide l'iceberg, prese parte anche al film Titanic di James Cameron del 1997, interpretando il ruolo del colonnello Archibald Gracie IV. In un'inquadratura è possibile vedere un giovanissimo Sean Connery, con la barba, nel ruolo di un membro dell'equipaggio che cerca di separare una moglie dal marito per farla salire su una lancia. Il film fu l'ultima apparizione sullo schermo, nel ruolo di una vecchia signora, di Alma Taylor, famosa attrice del cinema muto britannico, non accreditata nei titoli di testa. David McCallum, interprete di Harold Bride, diventerà nel 1994 il narratore della miniserie di documentari A&E Titanic: Death of a Dream e Titanic: The Legend Lives On.

## Distribuzione
La prima mondiale ha avuto luogo giovedì 3 luglio 1958 all'Odeon Leicester Square. Joseph Boxhall e il terzo ufficiale Herbert Pitman parteciparono alla prima insieme al sopravvissuto Walter Nichols. La sopravvissuta del Titanic Elizabeth Dowdell partecipò alla prima americana a New York martedì 16 dicembre 1958.

### Home video
Il film è stato pubblicato dalla The Criterion Collection in DVD nel maggio 1998. Nell'edizione in DVD è stata tagliata, forse per motivi di censura, una breve scena in cui Lightoller adagia in mare un neonato ormai morto che un naufrago aveva cercato di salvare. Un nuovo DVD e un'edizione Blu-ray ad alta definizione sono stati rilasciati il 27 marzo 2012 per commemorare il centenario dell'affondamento.

## Accoglienza

### Critica
Il film, nonostante il ristretto budget di produzione, è considerato tuttora uno dei migliori tra quelli dedicati alla tragedia del Titanic.
Secondo il professor Paul Heyer, il film ha contribuito a innescare l'ondata di film catastrofici che includevano L'avventura del Poseidon (1972) e L'inferno di cristallo (1974). Heyer commenta che "è ancora il racconto cinematografico definitivo della storia [del Titanic] e il prototipo e il miglior esempio del genere dei film catastrofici". Su Rotten Tomatoes il film ha un punteggio del 100% basato su 20 recensioni, con un voto medio di 8,71/10.  Il film è stato descritto come "il racconto cinematografico definitivo della storia". È considerato "il miglior film sul Titanic prima di Titanic del 1997", "il più accurato di tutti i film sul Titanic" e il "racconto definitivo sul Titanic", soprattutto per il suo realismo sociale, che riflette, nelle parole di un critico, "la schiacciante prova storica che la rigidità di classe del 1912, nonostante tutti i suoi difetti, produsse un genuino senso di obbligo comportamentale sul Titanic tra ricchi e poveri allo stesso modo; che il maggior numero di persone a bordo ha affrontato la morte o le difficoltà con una grazia stoica e altruista di cui il mondo si è meravigliato per gran parte di questo secolo". Il critico cinematografico Barry Norman lo ha definito "più commovente" di Titanic (1997). Andrew Collins di Empire ha dato al film cinque stelle su cinque, scrivendo che "questo è un punto di riferimento nel cinema britannico, buono oggi come lo è sempre stato". Filmink ha sostenuto che questo è stato il miglior film in cui Kenneth More abbia mai recitato.
Gli esperti sul Titanic Fitch, Layton e Wormstedt sottolineano che il film è basato sul bestseller pubblicato da Walter Lord due anni e mezzo prima. Inoltre, il quarto ufficiale ha aiutato Boxhall come consigliere. Sebbene il film sia descritto come particolarmente accurato, contiene alcuni errori. Tuttavia, il film del 1958 rappresentò un enorme passo avanti in termini di correttezza rispetto al film del 1953. Gli effetti speciali non erano buoni come quelli del predecessore, ma è stato fatto uno sforzo per rappresentare l'interno della nave in modo più accurato.

## Riconoscimenti
Il film vinse il Golden Globe per il miglior film straniero in lingua inglese.
Nel 1958 il National Board of Review of Motion Pictures l'ha inserito nella lista dei migliori dieci film dell'anno.
Fu candidato ai Laurel Awards per miglior film in bianco e nero nel 1959.